# 人生之路
《人生之路》是2023年中国大陆电视剧，部分取材自作家路遥中篇小说《人生》，由阎建钢执导，陈晓、李沁领衔主演，讲述陕北农村青年高加林在改革开放背景下的故事。于2022年在上海市和陕西榆林清涧县两地拍摄，2023年3月20日在央视一套黄金档首播。

## 播出时间
| 频道     | 所在地   | 首播日期      | 播出时间 | 备注              |
| 央视一套 | 中国大陆 | 2023年3月20日 | 晚8:00   | 黄金档 首日晚9:00 |
| 爱奇艺   | 中国大陆 | 2023年3月20日 |          | 同步网播          |

## 演出

### 主要演员
| 演員   | 角色   | 介紹                                                     |
| 陈晓   | 高加林 | 被高双星冒名顶替上大学，放弃复读成为乡村小学教师。       |
| 李沁   | 刘巧珍 | 农村姑娘，被父亲以女子读书没用为由过早辍学，好感高加林。 |
| 张嘉倪 | 黄亚萍 |                                                          |
| 王天辰 | 高双星 | 高明楼儿子，被父亲安排冒名顶替高加林上大学。             |

### 其他演员
| 演員   | 角色   | 介紹             |
| 林永健 | 高明楼 | 村支书           |
| 郭晓婷 | 陈秀礼 | 高双星的大学同学 |
| 何赛飞 | 曲金娣 |                  |
| 刘威   | 刘立本 |                  |
| 练练   | 华小娟 |                  |

## 獎項與榮譽
| 年份   | 頒獎典禮                                | 獎項         | 入围者       | 结果 |
| ------ | --------------------------------------- | ------------ | ------------ | ---- |
| 2023年 | 第3屆環球影視文化傳播高峰論壇暨年度優選 | 年度品質劇集 | 《人生之路》 | 獲獎 |
| 2024年 | 2024首都電視節目春推會                  | 年度匠心劇集 | 《人生之路》 | 獲獎 |
| 2024年 | 第34届电视剧飞天奖                      | 优秀电视剧奖 | 《人生之路》 | 提名 |